# Стародобротвірська сільська рада
| Стародобротвірська сільська рада — орган місцевого самоврядування у Кам'янка-Бузькому районі Львівської області з адміністративним центром у с. Старий Добротвір. Історична дата утворення: в 1950 році. Водоймища на території, підпорядкованій даній раді: річка Західний Буг. Сільській раді підпорядковані населені пункти: - с. Старий Добротвір - с. Долини - с. Козаки - с. Кошаковські - с. Маїки - с. Матяші - с. Рогалі - с. Рокети - с. Стриганка - с. Тишиця |

## Склад ради
Рада складається з 18 депутатів та голови.

### Керівний склад ради
| ПІБ                       | Основні відомості                                            | Дата обрання | Дата звільнення |
| ------------------------- | ------------------------------------------------------------ | ------------ | --------------- |
| Магир Ольга Володимирівна | Сільський голова, 1964 року народження, освіта, позапартійна | 26.03.2006   | 31.10.2010      |
| Хімка Михайло Петрович    | Сільський голова, 1951 року народження, освіта, безпартійний | 31.10.2010   |                 |

Примітка: таблиця складена за даними джерела